# 岩内駅 (廈門市)
岩内駅（がんないえき、閩南語:Giâm-lāi tsām）は、中華人民共和国福建省廈門市集美区海翔大道と誠毅大街の交差点にある、廈門軌道交通1号線の駅である。当該駅も廈門軌道交通1号線の駅では最北端に位置する駅である。

## 歴史
- 2017年12月31日1号線の駅として開業。

## 駅構造

### のりば
| 番線 | 路線              | 方面                                | 行先        |
| ---- | ----------------- | ----------------------------------- | ----------- |
|      | 廈門軌道交通1号線 | 文竈・将軍祠・中山公園・鎮海路 方面 | 鎮海路 行き |

## 隣の駅
廈門軌道交通
■1号線
廈門北駅 - 岩内駅